# Hořovická pahorkatina

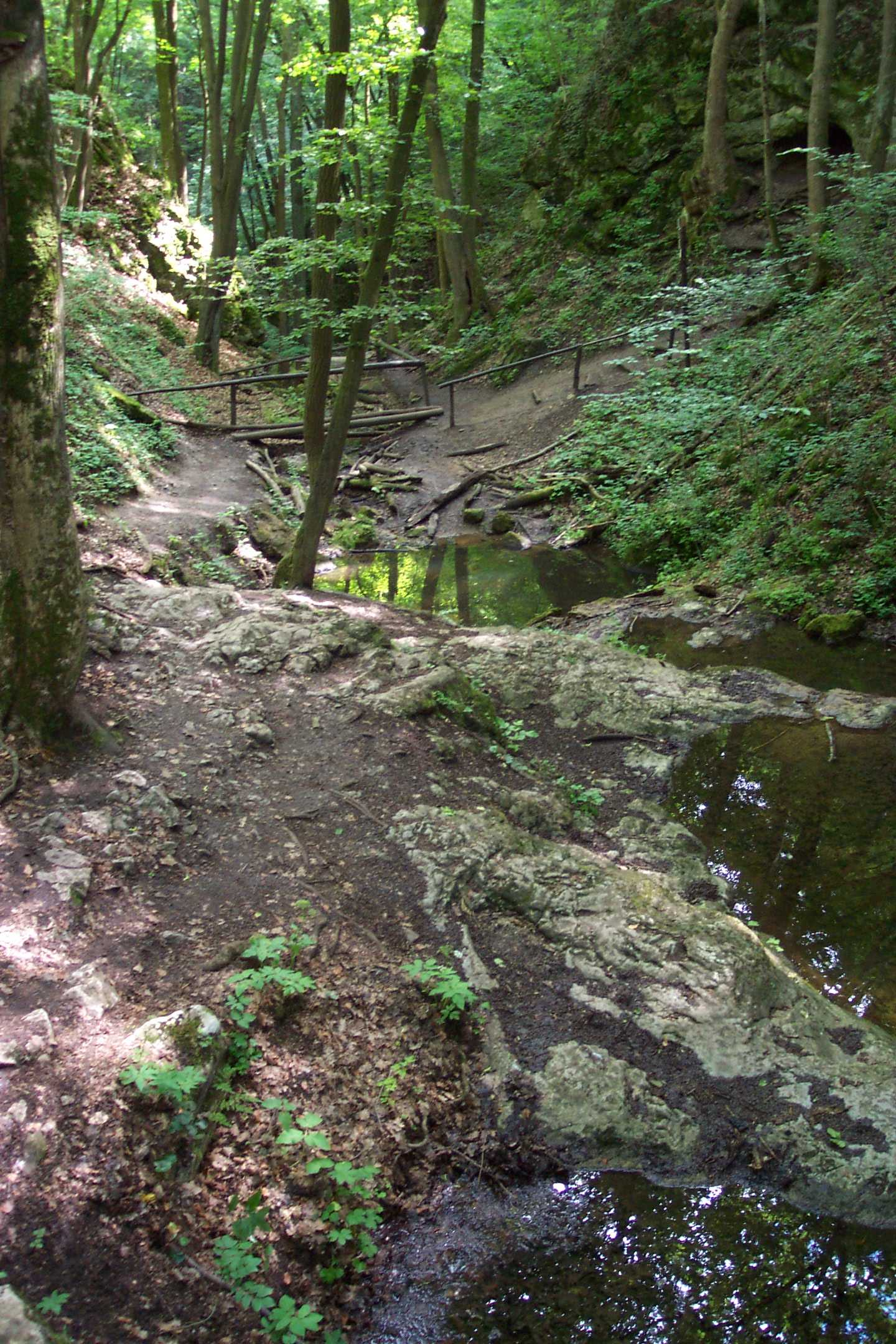
Údolí Bubovického potoka nedaleko Srbska v Českém krasu

Hořovická pahorkatina je geomorfologický celek v Brdské oblasti. Jde o členitou pahorkatinu ve středních Čechách. Táhne se od západu k východu mezi Brdskou vrchovinou na jihu a Zbirožskou na severu, na severovýchodě hraničí s Pražskou plošinou.
Jižní, protáhlou část, tvoří sníženina Hořovická brázda, která na západě začíná u Holoubkova (východně od Rokycan), na východě končí na jižním okraji Prahy u Radotína, ve střední části vybíhá severovýchodním směrem výběžek k Berounu. Mezi tato dvě ramena je v severovýchodní části pahorkatiny vklíněna Karlštejnská vrchovina s nejvyšším bodem pahorkatiny, vrchem Bacínem (498,9 m n. m.).
Hořovická pahorkatina je složena zejména ze zvrásněných staroprvohorních břidlic, prachovců, drob, pískovců, křemenců, bazaltů a vápenců. Většina pahorkatiny je řidčeji zalesněna a hustěji osídlena, a tvoří tak zřetelně odlišný pás krajiny mezi vrchovinami na jihu a na severu - ve velké části Hořovické pahorkatiny se nachází CHKO Český kras. Střední sklon je 4°34', svažuje se severovýchodním směrem, kterým také protéká řada vodních toků. V západní části je to zejména Červený potok, ve střední části Litavka a na východě Berounka.